# Dar Āgāh
Dar Āgāh (persiska: دراگاه, دُراگاه, دوراهگاه, در آگاه, Derāgāh) är en ort i Iran.   Den ligger i provinsen Hormozgan, i den sydöstra delen av landet, 900 km söder om huvudstaden Teheran. Dar Āgāh ligger 1 113 meter över havet och antalet invånare är 188.
Terrängen runt Dar Āgāh är huvudsakligen kuperad, men åt sydväst är den bergig. Runt Dar Āgāh är det glesbefolkat, med 8 invånare per kvadratkilometer. Närmaste större samhälle är Dehestān-e Bālā, 19,0 km nordväst om Dar Āgāh. Omgivningarna runt Dar Āgāh är i huvudsak ett öppet busklandskap.